# Фрейда Лім
Фрейда Лім (7 лютого 1998) — сінгапурська стрибунка у воду.
Учасниця Олімпійських Ігор 2020 року, де в стрибках з 10-метрової вишки посіла 30-те (останнє) місце.